# Palais de Lomé
Pour les articles homonymes, voir Palais des gouverneurs.

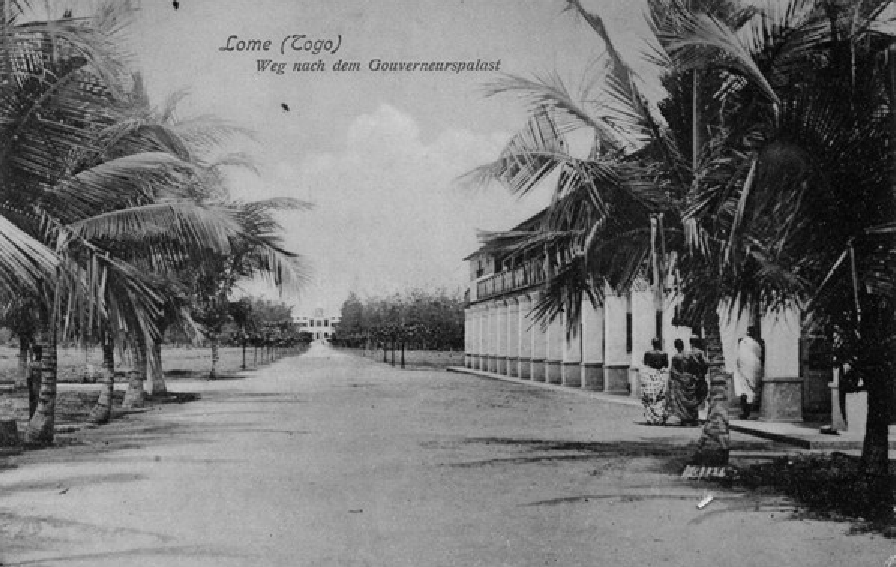
Lomé, 1904

Le palais de Lomé, aussi appelé palais des gouverneurs, est l'un des monuments emblématiques de la ville de Lomé, capitale du Togo. Construit en 1905 pour les gouverneurs du Togoland allemand, il est ensuite occupé par les gouverneurs du Togo français. À l'indépendance en 1960, il devient le siège de la présidence jusqu'en 1970, puis en 1976 une résidence pour des hôtes de marque puis brièvement la résidence du Premier ministre en 1991. Laissé à l'abandon pendant plusieurs années, le palais rénové est devenu depuis 2019 un centre d'art et de culture. 

## Histoire
L'édification d'un palais propre à démontrer la puissance de la colonie allemande intervient en 1898 à la demande du gouverneur August Köhler peu après le transfert de la capitale de la colonie du Togoland qu'il a décidé d'Aného à Lomé. Il charge l'ingénieur Furtkamp de dessiner les plans détaillés du bâtiment dont il a lui-même conçu le plan d'ensemble. Trois gouverneurs successifs superviseront les travaux qui dureront sept ans jusqu'à son achèvement par l’architecte allemand Ernst Schmidt en 1905: August Köhler (1898-1902), Waldemar Horn (de) (1902-1904) et le comte Julius von Zech auf Neuhofen (de) (1904-1905).  Archétype de l'architecture coloniale allemande, il a été construit face à la mer, à 250 mètres de la plage, emplacement choisi par le gouverneur Köhler afin qu'il soit visible des bateaux arrivant à Lomé. Construit dans un style volontairement monumental, principalement avec des matériaux importés, il vise à démontrer la puissance et le prestige de cette colonie  considérée à l'époque comme l'une des plus prospères de l'Empire colonial allemand.  Il est d'ailleurs le plus grand et le plus imposant palais de toutes les colonies allemandes. 
Après le déclenchement de la Première Guerre mondiale, Français et Britanniques envahissent le Togoland dès août 1914 et le palais est occupé par les gouverneurs britanniques jusqu'en 1920. Après le partage de la colonie allemande, le palais devint la résidence des gouverneurs français qu'ils font remanier, ils y ajoutent aussi des constructions annexes.
À l'indépendance du pays en 1960, il devint pour dix ans le siège de la présidence de la République. En 1970, celle-ci est transférée dans le nouveau bâtiment que le président Gnassingbé Eyadema a fait construire à proximité. À partir de 1976, le palais est transformé en résidence pour les hôtes de marque du pays. Il devient brièvement le siège de la primature, la résidence du Premier ministre en septembre 1991, non sans avoir été quelque peu malmené lors des troubles politiques de 1990-1991, surtout lors de l'attaque par l'armée togolaise en décembre 1991 provoquant des dégâts à l'extérieur et à l'intérieur du bâtiment. Il est alors déserté et laissé à l'abandon 
pendant plusieurs années, alors que le Togo traverse une grave crise économique et sociale. Début 2010, il est décidé de le transformer en centre d'art et de culture, centre qui ouvre ses portes fin 2019. La rénovation du bâtiment très dégradé a été faite par le cabinet d'architecture lyonnais Segond-Guyon ; des plans retrouvés à Berlin et des photos fournies par la famille d'un ancien gouverneur français ont permis de faire une restauration au plus proche du bâtiment originel.
Le palais figure depuis 2002 sur la liste des monuments proposés à l'inscription sur la liste du patrimoine mondial de l'humanité,.

## Caractéristiques
Le palais des gouverneurs est typique de l'architecture coloniale allemande, mélange d'influences et de matériaux ouest-africains autant qu'issus de la métropole. Édifié au cœur d'un vaste parc planté d'arbres auquel on accédait autrefois par un arc triomphal constitué de deux défenses d'éléphant longues de plus de deux mètres de hauteur, il est entouré de terrasses et abrite également un patio qui s'apparente à celui du Palais Honmè du roi Toffa de Porto-Novo, au Bénin. À l'époque des gouverneurs, le bâtiment principal de deux étages mesurait 41,5 m de long et 34 m de large. Il abritait une cour de 22 m de long sur 17,50 m de large. Le palais était composé de 28 pièces dont 5 servaient comme chambres des hôtes. Le rez-de-chaussée abritait des services administratifs, tandis que l’étage servait d’appartement privé pour les gouverneurs. Le bâtiment est encadré à l'ouest et à l'est par deux tours de 18 mètres de haut, reposant sur une fondation en béton.
Avec l'ouverture du centre de culture, le parc a été transformé en un jardin botanique de dix hectares avec des plantations représentatives de la flore du golfe de Guinée et abritant plus de quarante espèces d'oiseaux.

## Localisation
Le palais se trouve dans le centre de Lomé, à proximité immédiate de la mer. Il se trouve à la jonction de l'avenue de la Présidence (auparavant avenue de la République et rue Wilhelm au temps de la colonie allemande) et de l'avenue Sarakawa (avenue de la Victoire pendant la colonie française et rue Friedrich-Franz sous celle allemande). Le parc est limité au sud par le boulevard de la Marina (qui le sépare de la plage et anciennement Kaiser Stade) et à l'ouest par le boulevard circulaire (autrefois boulevard du 13 janvier).
La ville de Lomé est frontalière du Ghana, le palais se trouve ainsi à 500 mètres de la frontière.